# 中嶋智子
中嶋 智子（なかじま ともこ、4月5日 - ）は、元福井放送 (FBC) アナウンサー、元NHK長野放送局契約キャスター。

## 来歴
長野県松本市で生まれ、大町市・長野市・伊那市で育つ。本人は伊那市を出身地としている。高校を卒業した後は志望大学に入るために浪人生となるが、その頃に地元長野のテレビ局から受けた取材をきっかけに放送業界を志す。
大学を卒業後の2005年4月、福井放送に入社した。同期に元同局アナウンサーの鶴渕さやかがいる。中嶋はFBC入社前に東京アナウンスセミナーに通っていたことがあるが、そこでも鶴渕と同期であった（共に5期生）。
2011年3月にFBCを退社して長野へ帰郷し、同年4月から地元NHK長野放送局の契約キャスターを務めていた。

## 担当番組

### 福井放送
- まちかど通信（テレビ）[7]
- 福井商工会議所リポート（テレビ）[7]
- Newsリアルタイムふくい（テレビ） - 駅前中継リポーター、「Mini体操」担当、天気予報担当[8]
- 朝だ!生です旅サラダ（朝日放送）[9] - 中継リポーター
- どぉ〜ンと土曜日（ラジオ）[10] - パーソナリティ
- イケてる福井（テレビ）[1] - サブキャスター
- イケてる福井 ワイド&ニュース（テレビ）[11] - サブキャスター

### NHK長野放送局
- もぎたて信州朝いちばん（ラジオ）
- ひるとくテレビ プラザN（テレビ）